# Псевдополиномиальный алгоритм
Псевдополиномиальный алгоритм — в теории сложности вычислений это полиномиальный алгоритм, проявляющий экспоненциальный характер только при очень больших значениях числовых параметров.
Более строгое определение выглядит так. Пусть {\displaystyle M(z)} – некоторая функция, задающая значение числового параметра индивидуальной задачи {\displaystyle z}. Если таких параметров несколько, в качестве {\displaystyle M(z)} можно взять или максимальное, или среднее значение, а если задача вовсе не имеет числовых параметров (например, раскраска графа, шахматы и т.п.), то {\displaystyle M(z)=0}. Алгоритм называется псевдополиномиальным, если он имеет оценку трудоемкости {\displaystyle T_{max}(z)=O(P(|z|,M(z)))}, где {\displaystyle P} – некоторый полином от двух переменных.
Полиномиальный алгоритм является также и псевдополиномиальным (с полиномом, не зависящим от второго аргумента), обратное же не имеет места. Псевдополиномиальные алгоритмы, формально относящиеся к экспоненциальным, на практике работают как полиномиальные во всех случаях, кроме очень больших значений числового параметра.